# Curt von Salmuth
Curt Arthur Alfred Bernhard Ferdinand Georg Freiherr von Salmuth (* 1. Mai 1895 in Bad Homburg vor der Höhe; † 29. August 1981 in Heidelberg) war ein deutscher Industrieller.

## Familie
Curt von Salmuths Vater war der Berliner Polizeipräsident Arthur von Salmuth, ein Nachfahre des zweiten Superintendenten Leipzigs, Heinrich Salmuth (1522–1576). Dieser war der Schwiegersohn des ersten Superintendenten nach Einführung der Reformation, Johann Pfeffinger (1494–1573).
Von Salmuths Mutter Else war eine Tochter des Professors für Ventilations- und Heizungswesen Hermann Rietschel (1847–1914). Dessen Vater war der Bildhauer Ernst Rietschel (1804–1861).
Curt Freiherr von Salmuth heiratete am 12. Juli 1924 in Saarbrücken Alwine, geb. Röchling, eine Nachfahrin der Industriellen Carl Röchling (einziges Kind von Eduard und Chiara Röchling) sowie Georg Otto Conte Giulini di Giulino (Einziges Enkelkind von Giulini). Das Unternehmen der Industriellenfamilie war seit dem 19. Jahrhundert ein bedeutender Stahl- und Rüstungskonzern.
Aus der Ehe mit Alwine stammten vier Kinder, darunter die Söhne Sigismund (1928–2018) und Wigand (1931–2006).

## Leben
Curt, in Bad Homburg vor der Höhe geboren, verbrachte seine Jugendjahre im niederschlesischen Liegnitz, wo er am humanistischen Gymnasium sein Abitur machte. Von 1914 bis 1918 war er Soldat der 1. Kompanie des Königin-Elisabeth-Garde-Grenadier-Regiments Nr. 3 in Charlottenburg. An der Universität Berlin studierte er Rechts- und Wirtschaftswissenschaften; parallel war er Hauptmann der Schutzpolizei.
Hermann Röchling stellte ihn 1922 in der „Röchling'schen Eisen- und Stahlwerke GmbH“ (Völklinger Hütte) in Völklingen ein. Er war Geschäftsführer der Niederlassungen der „Gebr. Röchling KG“ in Hamburg, Leipzig und Wien. 1927 übernahm er Aufgaben in der Firmenzentrale der Röchling-Gruppe in Saarbrücken, später in Mannheim. 1933 verlegte er seinen Wohnsitz nach Heidelberg. Georg Giulini bestellte ihn am 1. Oktober 1932 zum geschäftsführenden Gesellschafter der chemischen Werke Gebr. Giulini GmbH in Ludwigshafen am Rhein (bis 1965) und am 28. Januar 1933 der Aluminium-Werke Wutöschingen (AWW) (bis 1972). Nach Ende des Zweiten Weltkrieges gelang ihm ab 1946 der Wiederaufbau der weitgehend demontierten Aluminium-Werke in Wutöschingen.
Er war Vorstandsmitglied des Verband der Chemischen Industrie. Er hatte mehrere Aufsichtsratsmandate innerhalb und außerhalb der Röchling-Gruppe inne, wie bei der Osram und Rheinmetall.
Curt von Salmuth war evangelisch geboren, am 16. September 1948 konvertierte er zur römisch-katholischen Kirche. 1956 wurde er von Kardinal-Großmeister Nicola Kardinal Canali zum Ritter des Ritterordens vom Heiligen Grab zu Jerusalem ernannt und am 29. April 1956 durch Lorenz Jaeger, Großprior der deutschen Statthalterei, investiert. Er wurde 1969 von Eugène Kardinal Tisserant zum Großkreuzritter ernannt und war von 1962 bis 1970 Präsident der südwestdeutschen Ordensprovinz.

### Zeit des Nationalsozialismus
Curt von Salmuth war Mitglied im Club von Berlin und befreundet mit Ferdinand von Bredow, Generalmajor der Reichswehr und enger Mitarbeiter und Vertrauter Kurt von Schleichers. Bredow wurde im Zuge des Röhm-Putsches von den Nationalsozialisten ermordet.
Er war Mitglied des Stahlhelm, einem Bund ehemaliger Frontsoldaten des Ersten Weltkrieges. 1934 trat er der Sturmabteilung (SA) bei. 1941 wurde er Mitglied der NSDAP. 1942 wurde er zum Sturmführer der SA ehrenhalber ernannt.

## Ehrungen und Auszeichnungen
- Ehrendoktorwürde Dr. rer. nat. h.c. der Johannes Gutenberg-Universität Mainz
- Ehrenbürger der Johannes Gutenberg-Universität Mainz (1955)
- Großes Verdienstkreuz des Verdienstordens der Bundesrepublik Deutschland (1955)
- Aufnahme in den Ritterorden vom Heiligen Grab zu Jerusalem (1956)
- Ehrensenator der Universität Mannheim (1957)
- Großkreuz des Silvesterordens (1960; verliehen durch Papst Johannes XXIII.)
- Großes Verdienstkreuz mit Stern des Verdienstordens der Bundesrepublik Deutschland (1965)
- Großkreuz des Piusordens (1969; verliehen durch Papst Paul VI.)[5]
- Großes Verdienstkreuz mit Stern und Schulterband des Verdienstordens der Bundesrepublik Deutschland (1969; überreicht durch Ministerpräsident Helmut Kohl)[6]
- Ritter des Königlichen Hausordens von Hohenzollern mit Schwertern
- Eisernes Kreuz I. Klasse mit Spange
- Eiserner Halbmond
- Ehrenmitglied der katholischen Studentenverbindung KDStV Nibelungia (Brünn) Darmstadt im CV (1966)[7]

## Schriften
- Die Aluminium-Industrie der Welt. Bauxitvorkommen, Bauxitgruben, Tonerdewerke, Aluminiumhütten, Halbzeugwerke, Giessereien., Agenor-Verlag Frankfurt am Main 1957
- Die Aluminium-Industrie der Welt, Agenor-Verlag Frankfurt am Main 1959 (2. Auflage)
- Handbuch Der Aluminium-Wirtschaft, Agenor-Verlag Frankfurt am Main 1963
- Die Aluminiumindustrie der Welt, Aluminium-Verlag 1969